# بخش راس (شهرستان باتلر، اوهایو)
بخش راس (به انگلیسی: Ross Township) یک منطقهٔ مسکونی در ایالات متحده آمریکا است که در شهرستان باتلر، اوهایو واقع شده‌است.
 بخش راس ۷۸٫۷ کیلومتر مربع مساحت و ۸٬۳۵۵ نفر جمعیت دارد و ۱۸۵ متر بالاتر از سطح دریا واقع شده‌است.